# Света Геновева
Света Геновева је заштитница града Париза. Умрла је 3. јануара 512. године у 89. години свога живота.
Српска православна црква слави је 3. јануара по црквеном, а 16. јануара по грегоријанском календару.